# Mariposa-imperador
A mariposa-imperador (Thysania agrippina) é uma mariposa brasileira da família dos noctuídeos.
É a maior mariposa do mundo e, em função disso, é bastante procurada por colecionadores. Ela tem 30 centímetros da extremidade de uma asa à da outra e suas asas tem a coloração cinzenta, manchadas de marrom e marginadas de sinuosas linhas escuras. As asas parecem ter recebido pinceladas de desenhos geométricos, pintados de preto, cinza e marrom. O nome científico é Thysania agrippina, e seu nome comum é mariposa-imperador. É o maior lepidóptero noturno do mundo. Em outras palavras, a maior mariposa do planeta.
A família dos lepidópteros é a mesma a que pertencem as borboletas. A diferença básica é que estas são insetos diurnos, enquanto as mariposas são noturnas ou crepusculares. A imperador foi encontrada pela primeira vez na Amazônia, mas outros exemplares já foram vistos nas matas do México.